# Masters de Cincinnati 2008

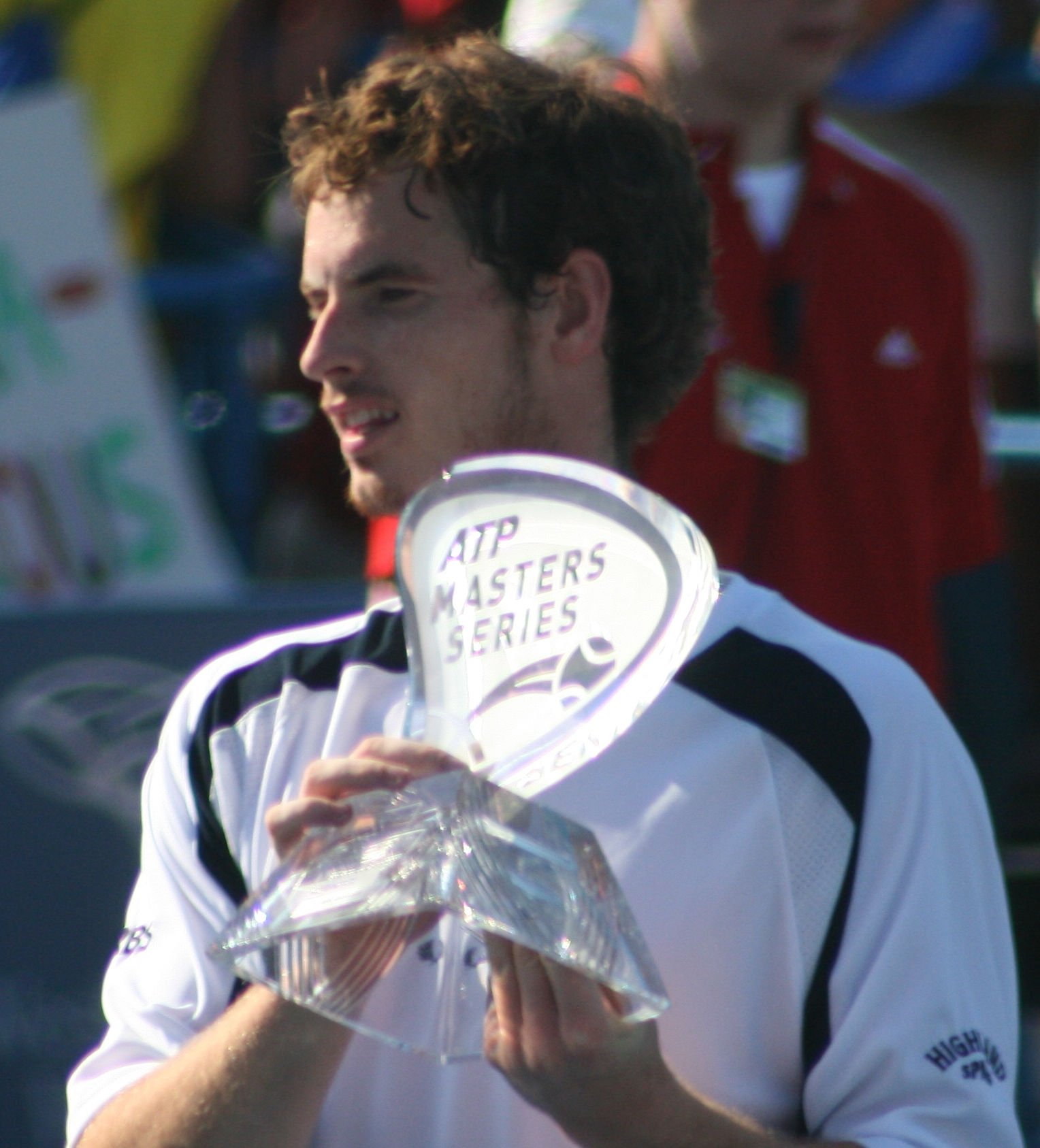
El es Andy Murray, y es uno de los campeones de este torneo de tenis

El Masters de Cincinnati 2008 (también conocido como 2008 Western & Southern Financial Group Masters and Women's Open por razones de patrocinio) fue un torneo de tenis jugado sobre pista dura. Fue la edición número 107 de este torneo. El torneo masculino formó parte de los ATP World Tour Masters 1000 en la ATP. Se celebró entre el 26 de julio y el 3 de agosto de 2008 para hombres y el 9 de agosto y el 17 de agosto para mujeres.

## Campeones

### Individuales masculinos
Andy Murray vence a  Novak Djokovic, 7–6(7–4), 7–6(7–5).

### Dobles masculinos
Bob Bryan /  Mike Bryan vencen a  Jonathan Erlich /  Andy Ram, 6–2, 6–1.

### Individuales femeninos
Nadia Petrova vence a  Nathalie Dechy, 4–6, 7–6(7–2), [10–7].

### Dobles femeninos
Maria Kirilenko /  Nadia Petrova vencen a  Su-wei Hsieh /  Yaroslava Shvedova, 6–3, 4–6, [10–8].
| Predecesor: Cincinnati 2007 | Masters de Cincinnati 2008 | Sucesor: Cincinnati 2009 |